# Colectivo Madres Buscadoras de Sonora
El Colectivo Madres Buscadoras de Sonora es una organización sin fines de lucro, que se dedica a la búsqueda de personas desaparecidas por el estado de Sonora, y ocasionalmente en otros estados.
Formado principalmente por madres con hijos desaparecidos con el fin de recuperar aunque sea los restos de sus familiares, se han articulado para emprender la búsqueda de sus hijos de manera conjunta, tejiendo redes de solidaridad y resistiendo desde lo común a los embates de un sistema predatorio y generador de muerte. Los colectivos de mujeres en Sonora surgen en 2019 en un escenario de violencia creciente, donde los asesinatos, feminicidios  y  desaparición  de  personas  se  multiplican.

## Historia
El colectivo se creó tras la desaparición de los 3 hijos de Ceci Patricia Flores Armenta, uno desaparecido en 2015 y los otros 2 en 2019, debido a que las autoridades de su zona le dieron poca relevancia a su caso, se vio en la necesidad de crear el colectivo Madres Buscadoras de Sonora.
El 2 de diciembre del 2018, Jesús Ramón Martínez Delgado, hijo de Cecilia Delgado, fue secuestrado en Hermosillo, Sonora. Un año después, el 4 de mayo del 2019, Marco Antonio Saucedo Rocha, hijo de Ceci Patricia Flores Armenta desapareció en la misma ciudad. A raíz de este hecho, en 2019 Flores Armenta fundó el Colectivo Madres Buscadoras de Sonora, que actualmente reúne a alrededor de 700 mujeres en distintas localidades de Sonora como: Hermosillo, Nogales, Caborca, Magdalena, Guaymas, Cajeme y Huatabampo.
A principios de 2019 se conforma en Guaymas el primer colectivo de mujeres buscadoras en Sonora. Se autonombran Guerreras buscadoras y desde sus primeros rastreos en  campo  encuentran  múltiples  fosas  y  cuerpos  en  distintas  localidades.  Tras  varios meses de intenso trabajo sobre el terreno y el hallazgo de fosas conteniendo un número indeterminado  de  cuerpos,  Guerreras  buscadoras detiene  súbitamente su actividad, denunciando algunas  de  sus  integrantes la intromisión  del  gobierno del estado para detener la búsqueda.
Las primeras búsquedas de los colectivos comenzaron de manera informal, sin seguir un procedimiento o metodología, incluso de manera individual. Pronto las buscadoras fueron capacitadas por rastreadoras de Sinaloa y Tamaulipas, y posteriormente aquellas capacitaron  a  su  vez  a  otras  mujeres.  Desde  las  primeras  expediciones  en  campo encontraron cuerpos, restos de huesos calcinados, pedazos de vestimenta de mujeres y hombres. 
En mayo de 2019 se crea Madres buscadoras de Sonora, y algunos meses después Buscadoras  por  la  paz.  En  2020, Guerreras  buscadoras,  con  nuevas  integrantes, renueva sus búsquedas y amplía la conformación de grupos locales. Con la creación de estos grupos se organiza y extiende la búsqueda a varios municipios. Las mujeres se  aglutinan  y  capacitan  unas  a  otras  para  emprender  un  arduo,  incierto  y  peligroso trabajo de rastreo en los campos, montes y desiertos que colindan o rodean distintas localidades,  sorteando  amenazas,  indiferencia  y  desprecio  tanto  de  organizaciones criminales como de órganos de seguridad pública y de procuración de justicia. Algunas mujeres comenzaron la búsqueda solas, como lo hicieron Cecilia Patricia Flores, de Madres buscadoras, y Cecilia Delgado, de Buscadoras por la paz.

## Contexto
En México, las problemáticas de desaparición forzada y el hallazgo de fosas clandestinas no son un fenómeno reciente, sino que refieren a un proceso de larga data. Según el informe oficial de la Secretaría de Gobernación Búsqueda e identificación de personas desaparecidas de 2021 hay más de 90 mil personas desaparecidas en nuestro país. Los municipios que concentran el mayor número de cuerpos encontrados en fosas clandestinas  se  ubican  en  Jalisco, Colima, Sinaloa, Guanajuato y Sonora. Las mujeres representan 24.70% de personas desaparecidas; pero si  se  consideran  a  las  personas  menores  de  18  años,  las  niñas  y  mujeres  adolescentes representan 55.30% de las desaparecidas, la mayoría entre 10 y 17 años.
En el período histórico de la guerra contra el narcotráfico impulsada en el 2006 por el entonces presidente Felipe Calderón. La estrategia de combate, también conocida como guerra del narco, desplegó fuerzas militares en aras de arremeter contra las redes de narcotraficantes y el crimen organizado. No obstante, supuso una maniobra fallida que generó una importante contienda entre ambos actores. Durante esta etapa se agudizó la violencia, aumentaron las desapariciones forzadas y las violaciones de derechos humanos.
La violencia no disminuyó con la asunción de la presidencia de Enrique Peña Nieto en el 2012. Por el contrario, durante su gobierno se dio continuidad a la estrategia militar, por lo que las cifras de desaparecidos aumentaron de forma desmesurada. La negligencia de las autoridades, las irregularidades en las investigaciones, así como la implicación de servidores públicos, puso en evidencia la negativa del Estado para garantizar la búsqueda de personas desaparecidas así como la creciente impunidad que impera en el país.
De acuerdo con el informe Nacional de Fosas Clandestinas y en el Registro Nacional de Personas desaparecidas o no localizadas (2020) del 2006 al 2009 fueron encontradas 3.631 fosas clandestinas en México, de las cuales 219 fueron halladas en Sonora.
En 2020, en plena pandemia y ante los múltiples hallazgos de fosas clandestinas, sitios de incineración de cuerpos y casas de seguridad, los colectivos crecieron y se multiplicaron hasta conformar hoy 11 grupos en todo el estado. Estas mujeres, principalmente madres de hijos e hijas desaparecidas, son las que realizan la búsqueda en campo de cuerpos y restos humanos, así como la identificación de aquellos enterrados en fosas comunes. También amplían su  trabajo con personas en situación de calle que deseen reencontrarse con sus familiares.

## Protocolo de búsqueda
Las integrantes del colectivo recorren el estado de Sonora en busca de restos humanos que les permitan identificar a sus hijos desaparecidos guiándose a través de los informes emitidos por el gobierno.
Los tres primeros días son dedicados a la exploración y los cuatro siguientes se destinan a la búsqueda activa. Cuando se encuentra una fosa clandestina, cuerpo u osamenta el colectivo anuncia que se trata de una búsqueda positiva.
Existen dos protocolos de acción llevados a cabo por el colectivo: la búsqueda en vida y la búsqueda de cuerpos. La primera se refiere al proceso de identificación de una persona en situación de calle que presenta alguna de las características de una persona desaparecida. Se comparte en redes sociales la fotografía de la persona en cuestión y se procede a buscar a su familia. En la segunda, el colectivo acude directamente a los montes, observando cualquier anomalía en la tierra, hundimientos en el terreno, tierra removida, etc.
Si la búsqueda es positiva se determina el tipo de ropa que tienen los cuerpos, se busca si tiene alguna identificación oficial y se contacta a las autoridades correspondientes.

### Situaciones de inseguridad
Las  amenazas  a  las  integrantes  de  los  colectivos  son  constantes,  tanto  por  medio  de llamadas  telefónicas  como  en  sus  páginas  de  Facebook,  y  de  manera  ocasional  en  el propio terreno de búsqueda, como lo relató en entrevista la líder de Madres buscadoras, Ceci  Patricia  Flores.  Este  acoso  constante  que  reciben,  que  no  se  limita  al  que profieren los grupos criminales, tuvo su desenlace dramático con el asesinato de Gladys Aranza Ramos Gurrola, el 15 de julio de 2021, integrante de Madres buscadoras de Guaymas.

## Sucesos relevantes
- El 2 de noviembre de 2019, el colectivo, Ceci Patricia Flores y un elemento de la Agencia Ministerial de Investigación Criminal de nombre Mateo, fueron amenazados de muerte por un comando armado, probablemente de gente del crimen organizado, mientras se encontraban realizando búsquedas en terrenos de la zona llamada "Las ostioneras" en el municipio de Puerto Peñasco, por lo que inmediatamente los amenazados dejaron el lugar y no han vuelto a trabajar en tal municipio.[4]
- El 15 de julio del 2021 la integrante del colectivo Madres Buscadoras de Sonora, Aranza Ramos, fue ejecutada en Guaymas, Sonora por narcotraficantes del Estado de Sonora. La cual se había unido al colectivo con la intención de buscar a su esposo Brayan Omar Celaya.
- El 10 de mayo de 2019 Ceci Patricia Flores recibió una llamada anónima para informarle que le devolverían a Jesús Adrián, uno de sus hijos desaparecidos, a quien liberaron en un punto de la Costa de Hermosillo.[5]
- El lunes 11 de octubre del 2021, Ceci Flores comunicó que iniciaría una huelga de hambre afuera de las instalaciones de la Fiscalía General de la República (México), esto debido a la falta de atención por parte de dicha organización, tras haber denunciado varias amenazas de muerte en contra de ella.[6]